# Ladislav Nosek
Ladislav „Larry“ Nosek (12. srpna 1973 Československo – 22. ledna 2017 Krimml, Solnohrady) byl český horolezec, mezi jeho úspěšné výstupy patřila také osmitisícovka Manáslu v roce 2014, o rok později se dostal 100 m pod vrchol Gašerbrumu II. Své výstupy prezentoval také na přednáškách. Zahynul pod lavinou v Rakousku, v údolí Wildgerlostal u Krimmlu, kde zahynuli dva Češi ze čtyř zasypaných.

## Významnější výstupy
- Pik Lenina (7 134 m n. m.), Pamír
- Qullai Ismoili Somoni (7 495 m n. m.), Pamír, Tádžikistán
- Štít Korženěvské (7 105 m n. m.), Pamír, Tádžikistán
- 2014 Manáslu (8 163 m n. m., Himálaj Nepál s Tomášem Haničincem, pětičlenná expedice
- 2015 Gašerbrum II (8 035 m n. m.) Karákóram Pákistán, 100 m pod vrchol

## Filmografie
- Pavol Barabáš: Neznáma Antarktída, Slovensko, 2007, 40'
- Pavol Barabáš: Carstensz - Sedmá hora, Slovensko, 2008, 44'